# Fretin
 Fretin  es una población y comuna francesa, en la región de Norte-Paso de Calais, departamento de Norte, en el distrito de Lille y cantón de Pont-à-Marcq.

## Demografía
| 2670 | 2634 | 2645 | 2565 | 2873 | 2997 |
| Para los censos de 1962 a 1999 la población legal corresponde a la población sin duplicidades (Fuente: INSEE [Consultar]) |      |      |      |      |      |